# Ава (Канто)
Ава (яп. 安房国 Ава но куни, «Страна Ава» или 房州 Бо:сю:, «Провинция Ава») — историческая провинция Японии, соответствующая южной части современной префектуры Тиба. Располагалась на оконечности полуострова Босо и граничила с провинцией Кадзуса.
В 718 году уезды Хэгури, Ава, Асаи и Нагаса были выделены из провинции Кадзуса в отдельную провинцию, которая получила название Ава. В 741 году провинция была включена обратно в Кадзусу, а в 757 году — вновь отделена. Точное местонахождение столицы новой провинции неизвестно, но считается, что она находилась где-то в пределах границ современного города Минамибосо префектуре Тиба.
Главные буддийские и синтоистские храмы находились в городе Татэяма. Нитирэн называет провинцию Ава обиталищем и «священной кухней» (микурия) Аматэрасу.

## Уезды
- Ава
- Асаи
- Нагаса
- Хэгури